# Copelatus lasckonyi
Copelatus lasckonyi é uma espécie de besouro mergulhador. Ele é parte do gênero Copelatus, da subfamília Copelatinae e da família Dytiscidae. Ele foi descrito por Bilardo E Rocchi, em 1995.